# László Mester de Parajd
László Mester de Parajd (* 18. Januar 1949 in Budapest) ist ein französischer Architekt ungarischer Herkunft.

## Leben
László Mester de Parajds Familie stammte ursprünglich aus Siebenbürgen, er selbst wurde wie seine Mutter in Budapest geboren. Sein Bruder ist der Architekt Gábor Mester de Parajd. Die Familie verließ Ungarn 1957 und kam über Wien 1958 nach Paris.
László Mester de Parajd studierte zunächst zwei Jahre lang Mathematik, bis er 1970 ein Architekturstudium begann. In den Ferien unternahm er ausgedehnte Reisen, die ihn 1971 erstmals nach Niger führten. Als Diplomarbeit zum Abschluss seines Studiums entwarf er ein Leprosorium, wofür er 1975 erneut drei Monate in dem afrikanischen Land verbrachte. 1977 übersiedelte er schließlich mit seiner Frau nach Niger, als ihn das französische Kooperationsministerium zur Mitarbeit im nigrischen Bautenministerium entsandte.
Mester de Parajd plante den Neubau des Office Nigérien de l’Energie Solaire (ONERSOL), eines Forschungsinstituts für Sonnenenergie in der Hauptstadt Niamey. Das Gebäude wurde 1981 fertiggestellt und kam auf die Shortlist des Aga Khan Award for Architecture. In seiner Einbeziehung von Formen und Materialien aus der Bautradition Nigers ist das ONERSOL-Gebäude bereits typisch für den weiteren Stil des Architekten. In den 1980er Jahren entwarf er weitere Repräsentationsbauten in Niger, so das Gebäude der Direktion für Alphabetisierung in Niamey (1981), den Justizpalast in Agadez (1982), das Rathaus in Tahoua (1984) und den Appellationsgerichtshof in Niamey (1985). Mester de Parajd kehrte später nach Frankreich zurück, wo er im Jahr 2000 Hauptingenieur der Agence française de développement wurde.
2014 erhielt er den Architektenpreis des Salon d’Automne. László Mester de Parajd wirkte ferner als Honorarkonsul Ungarns in Rouen und als Präsident der Ungarischen Evangelischen Kirche in Frankreich. Er ist Mitglied der Société des Africanistes.